# Drahos István (festő)
Drahos István, Darabos (Budapest, 1895. december 14. – Szentes, 1968. május 12.) festőművész, grafikus.

## Pályafutása
Édesapja nyomdász volt. Művészeti tanulmányait a budapesti Képzőművészeti Főiskolán végezte, ahol Helbing Ferenc volt a mestere. 1924-ben akvarellsorozatot készített Budapest egyházi műemlékeiről, majd 1933-tól Szentesen volt rajztanár. Műveivel gyakran szerepelt grafikai és ex libris kiállításokon, de emellett bélyegeket is tervezett.